# Roncus paolettii
Espèce
Roncus paolettii est une espèce de pseudoscorpions de la famille des Neobisiidae.

## Distribution
Cette espèce est endémique d'Italie. Elle se rencontre en Vénétie et Frioul-Vénétie Julienne dans des grottes entre Piave et Tagliamento.

## Étymologie
Cette espèce est nommée en l'honneur de Maurizio Guido Paoletti.

## Publication originale
- Mahnert, 1980 : Höhlenpseudoskorpione aus Norditalien und der dalmatinischen Insel Krk. Atti e Memorie della Commissione Grotte "E. Boegan", vol. 20, p. 95-100.